# Bijan Zarmandili
Bijan Zarmandili (Teheran, 15 dicembre 1941 – Roma, 9 novembre 2018) è stato uno scrittore e giornalista italiano, di origine iraniana.

## Biografia
Esule in Italia dal 1960, visse a Roma, dove studiò architettura e scienze politiche. Fece parte della dirigenza della sinistra iraniana in esilio e dell'opposizione al regime dello scià Mohammad Reza Pahlavi. Zarmandili, che intraprese la carriera giornalistica dopo la rivoluzione iraniana del 1979, fu capo redattore esteri della rivista L'Astrolabio, la prestigiosa testata di Ferruccio Parri, collaborò a lungo con “Politica internazionale” e tenne una rubrica di analisi delle vicende iraniane e mediorientali per RaiNews24. 
Scrisse ancora come esperto di politica mediorientale per il gruppo Espresso-Repubblica e per la rivista di geopolitica Limes. 
Tra i suoi saggi, sono di particolare rilievo le biografie di Mohammad Mossadeq e dell'Ayatollah Khomeini (Cei 1983), Documenti di un dirottamento, sul caso dell'Achille Lauro (Eri 1988) e la prefazione a La civetta cieca. Tre gocce di sangue (Feltrinelli 2006), di Sadegh Hedayat, l'autore considerato il padre della letteratura persiana moderna, "censurato durante la dittatura di Reza Khan, ignorato nel ventennio dello scià e infine ghettizzato con il khomeinismo".
La sua attività di scrittore ebbe inizio con il romanzo La grande casa di Monirrieh (Feltrinelli 2004), dove la storia della protagonista Zahra corre di pari passo con quella del Novecento iraniano. Tre anni dopo diede alle stampe  L'estate è crudele (Feltrinelli 2007), romanzo che gli valse il Premio Vittorini 2007 e il Premio Isola d'Elba 2007, ambientato tra l'Italia del boom economico e della contestazione giovanile, e l'Iran della temibile Savak,  i servizi segreti imperiali iraniani che operarono tra il 1957 e il 1979. Il terzo romanzo di Zarmandili, Il cuore del nemico, racconta la struggente vicenda di uno shahīd addestrato a farsi esplodere nella guerra contro l'Occidente (Cooper 2009), mentre la sua ultima opera, I demoni del deserto (Nottetempo 2011), è la moderna Odissea di un vecchio e di una bambina sopravvissuti al terribile terremoto di Bam..

## Opere

### Saggi
- Mondo Iranico, Compagnia Edizioni Internazionali, 1972
- Documenti di un dirottamento. Il caso «Achille Lauro» nei giornali e in televisione, Rai Eri, 1988

### Romanzi
- La grande casa di Monirrieh, Feltrinelli, 2004
- L'estate è crudele, Feltrinelli, 2007
- Il cuore del nemico, Cooper Editore, 2009
- I demoni del deserto, Nottetempo, 2011
- Viene a trovarmi Simone Signoret, Nottetempo, 2013
- Storia di Sima, Nottetempo, 2016

### Altro
- (prefazione a) Sadegh Hedayat, Tre gocce di sangue. La civetta cieca, Feltrinelli, 2006